# Maximiliano Gauna
Maximiliano Gauna (Buenos Aires, 20 aprile 1989) è un pallavolista argentino.
Gioca nel ruolo di centrale nel Bolívar.

## Carriera
La carriera professionistica di Maximiliano Gauna inizia nella stagione 2007-08, quando debutta nella Liga Argentina de Voleibol col Boca Juniors, club al quale resta legato per cinque annate, vincendo la Coppa ACLAV 2010 e venendo premiato come miglior muro nel suo ultimo campionato col club; in questo periodo riceve anche le prime convocazioni nella nazionale argentina, vincendo la medaglia di bronzo ai XVI Giochi panamericani e quella d'argento alla Coppa panamericana 2012. Nel campionato 2012-13 approda per due annate al Sarmiento, mettendosi in luce come miglior muro nel campionato seguente; con la nazionale si aggiudica la medaglia di bronzo Coppa panamericana 2014.
Nella stagione 2014-15 gioca per la prima volta all'estero, trasferendosi in Germania, dove veste per due annate la maglia del Friedrichshafen, col quale si aggiudica uno scudetto e la Coppa di Germania 2014-15; con la nazionale vince la medaglia d'oro ai XVII Giochi panamericani. Rientra in Argentina nel campionato 2016-17, indossando la maglia del Bolívar, col quale vince lo scudetto.

## Palmarès

### Club
- Campionato tedesco: 1

2014-15
- Campionato argentino: 1

2016-17
- Coppa ACLAV: 1

2010
- Coppa di Germania: 1

2014-15

### Nazionale (competizioni minori)
- Giochi panamericani 2011
- Coppa panamericana 2012
- Coppa panamericana 2014
- Giochi panamericani 2015

### Premi individuali
- 2012 - Liga Argentina de Voleibol: Miglior muro
- 2014 - Liga Argentina de Voleibol: Miglior muro